# Wilton (Herefordshire)
Wilton – wieś w Anglii, w hrabstwie Herefordshire. Leży 19 km na południowy wschód od miasta Hereford i 177 km na zachód od Londynu.